# Harrison Gray Dyar Jr.
Harrison Gray Dyar Jr., född 14 februari 1866 i New York, död 21 januari 1929 i Washington, D.C., var en amerikansk entomolog.
Auktorsnamnet Dyar kan användas för Harrison Gray Dyar Jr. i samband med ett vetenskapligt namn inom zoologin; se Wikipedia-artiklar som länkar till auktorsnamnet.